# Гуржиева, Ирина Павловна
Ирина Павловна Гуржиева (27 октября 1952, Ростов-на-Дону) — российский искусствовед, куратор, специалист по донскому искусству. Почётный член Российской академии художеств.

## Биография
Родилась 27 октября 1952 года в Ростове-на-Дону.
В 1981 году окончила искусствоведческое отделение Института живописи, скульптуры и архитектуры им. И. Е. Репина. Научный руководитель — Николай Николаевич Никулин, тема дипломной работы «Пейзажи Геркулеса Сегерса и Рембрандта (офорт)».
Автор более 120 статей и монографий по изобразительному искусству, архитектурному и археологическому наследию. Совместно с реставратором М. Е. Соколенко Ириной Гуржиевой написаны монографии, посвященные реставрации, исследованию и атрибуции произведений забытых донских живописцев XVIII-XIX веков. Ряд статей посвящен раскрытию произведений и атрибуции портретов выдающихся русских художников А. П. Антропова и В. А. Тропинина, выполненных по заказам донских атаманов.
Издала более 40 статей о современном донском искусстве. Опубликовала монографии и книги в ростовских, московских и ярославскои мздательствах: «Донской портрет» (1988), «История строительства и землеустройства Старочеркасского Ефремовского монастыря» (2003), «Боковская святыня» (2006), «Свято-Троицкий храм. Хутор Дядин» (2007), «Скульптура Дона» (2009), «Пластика неоклассики и модерна» (2013), «Иконостас Воскресенского войскового собора станицы Старочеркасской» (2014), «Под покровом Пресвятой Богородицы» (2022).
Состояла в переписке с А. И. Солженициным, активно исследовала его ростовский период жизни.
В 2019 году усилиями Ирины Гуржиевой и М-галереи была издана первая книга о выдающемся донском художнике Тимофее Теряеве
.
В декабре 2022 года за большой вклад в развитие культуры Ростовской области Ирина Гуржиева была награждена медалью «За доблестный труд на благо Донского края».
В сентябре 2024 года вышла из печати книга Ирины Гуржиевой «Художники Ростова-на-Дону». Книга содержит статьи о 35 наиболее значимых живописцах и графиках города, а также репродукции их работ.
В 2024 году Гуржиева была награждена Серебряной медалью Союза художников России «Духовность. Традиции. Мастерство».
Живёт и работает в Ростове-на-Дону.

## Избранные кураторские проекты
- 2021 — Ольга Коптева, «На Берегах Красоты». Ростовский областной музей изобразительных искусств, Ростов-на-Дону.[10]
- 2021 — Калуст Мовсесян, «Идущий по холмам». Ростовский областной музей изобразительных искусств, М-галерея, Ростов-на-Дону.[11]
- 2022 — Саша Чернов, «Впечатления» (совм. с Т. Казанцевой). Галерея «Иллюзия эфемерности», Ростов-на-Дону.
- 2022 — Александр Фёдоров, «Моя Россия. Живопись». Выставочный зал Союза художников РФ, Ростов-на-Дону.[12][13]
- 2022 — Анатолий Ковалёв, «Брошенные хутора». Галерея «Ростов», Ростов-на-Дону.[14][15][16][17]
- 2022 — «Миры Алексея Шагинова». Галерея «Иллюзия эфемерности», Ростов-на-Дону.[18][19]
- 2023 — «Женские образы в творчестве Тимофея Теряева» (совм. с Е. Голицыной). Галерея «Иллюзия эфемерности», Ростов-на-Дону.[20][21]
- 2024 — «Донской текстиль: пространство цвета» (совм. с А. Мокиной). Кафедра ДПИ ААИ ЮФУ, Атриум «Газпром межрегионгаз Ростов-на-Дону», Ростов-на-Дону.
- 2024 — «Герман Михайлов. К 100-летию мастера». Музей современного изобразительного искусства на Дмитровской, Ростов-на-Дону.
- 2024 — «Арменак Анопьян. Недосказанное...». Центр современной культуры «Степь», Ростов-на-Дону[22].
- 2024 — «Правда и/или вымысел» (Арт-группа «Контрасты»: А. Туров, А. Усенко, О. Игнатов и др.). Выставочный зал Ростовского отделения СХ РФ, Ростов-на-Дону[23].
- 2025 — Сергей Цигаль, «Мои современники». Выставочная галерея ДГТУ, Ростов-на-Дону.
- 2025 — Александр Бельмасов, «Иммерсия интроспекции: образы и смыслы». Галерея «Авангард», Ростов-на-Дону.
- 2025 — «Лица и судьбы». Галерея «Авангард», Ростов-на-Дону.
- 2025 — Наталья Яровая, «Сказочный сад». Галерея «Авангард», Ростов-на-Дону.